# Cuppa Coffee Studios
 (octobre 2017).
Si vous disposez d'ouvrages ou d'articles de référence ou si vous connaissez des sites web de qualité traitant du thème abordé ici, merci de compléter l'article en donnant les références utiles à sa vérifiabilité et en les liant à la section « Notes et références ».
Cuppa Coffee Studios  est un studio d'animation canadien. 
Il est spécialisé dans l'animation en stop-motion et l'animation 2D.

## Émissions de télévision
- Crashbox (1999-2000)
- Little People (2003-2005)
- Cirque de Jojo (2003-2007) (avec Cartoon Pizza)
- Bruno (2004-2005)
- Se sentir bien avec JoJo (2006-2008) (avec Cartoon Pizza)
- Bruno et les Bananamis (2006-2008)